# Сагыз (месторождение)
Сагыз - нефтяное месторождение расположено в Атырауской области Казахстана в 20 км к востоку от железнодорожной станции Доссор. Поисковое бурение, начатое в 1937 г., привело к открытию месторождения.
В тектоническом отношении месторождение приурочено к трёхкрылой солянокупольной структуре.
Нефтеносны отложения нижнего мела, средней юры и пермотриаса.
Глубина залегания нижнемеловых горизонтов составляет 31-422 м, среднеюрских 131-748 м, пермотриасовых 174-1083 м. Высота нижнемеловых залежей равна 6-133 м, среднеюрских 10-145 м, пермотриасовых 60-161 м. Залежи пластовые, тектонически экранированные, пластовые литологически экранированные. Продуктивные горизонты сложены терригенньши отложениями, коллектора поровые. 
Плотность нефти изменяется от 795 до 897,2 кг/м³. Нефть малопарафинистая (0,33-1,1%), малосмолистая (10,2%), содержит 0,09-2,2% серы.

## Источник
- Справочник: Месторождения нефти и газа, Алматы — 2007.